# شركة هاربين لصناعة الطائرات
شركة هاربين لصناعة الطائرات (HAMC) أو تختصر (Hafei) وهي شركة لصناعة الطائرات مقرها في مدينة هاربين عاصمة مقاطعة هيلونغجيانغ لجمهورية الصين الشعبية. تأسست الشركة في عام 1952 لطائرات الشركة المصنعة للمبيعات المحلية، إلا أنها اليوم أصبحت تمون لوازم المكونات المختلفة لشركات الطيران الأجنبية. وهي إحدى الشركات التابعة للـ (AVIC II).

## التاريخ
افتتح المصنع عام 1952 لإصلاح الطائرات. بدأت تنتج نسخا مرخصة من الطائرات السوفياتية في عام 1958. أنتجت Z-5 وطائرة مروحية من طراز ميل مي-4 والمهاجمة H-5 light bomber نسخة من طراز إليوشن إي أل-28. أنتحت بعد ذلك هاربين Y-11 طائرة خفيفة بمحركين وهي طائرة من تصميمها الخاص وليس من نسخة مرخصة.

## المنتجات الرئيسية
طائرات هليكوبتر

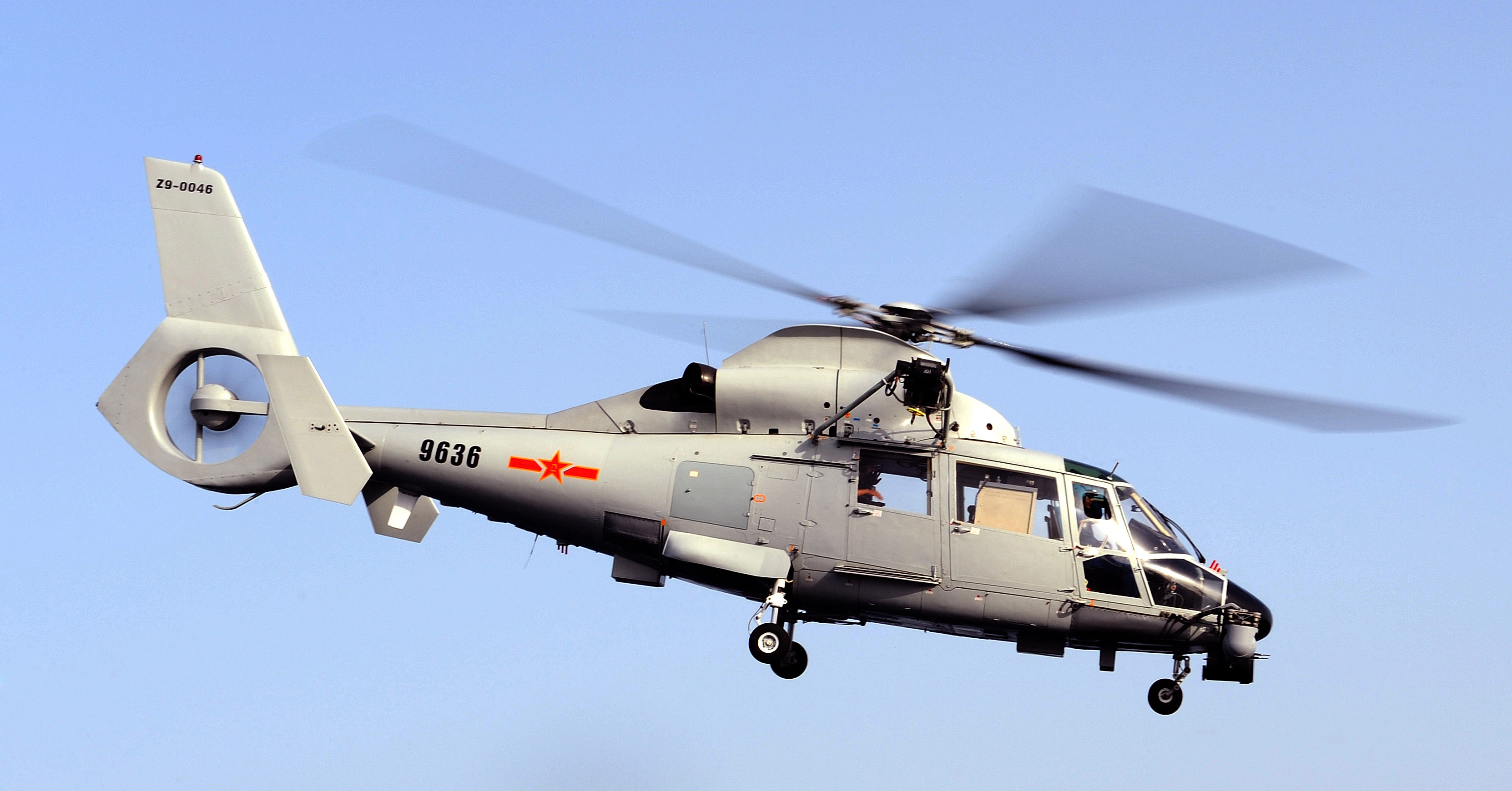
هاربين زد-9

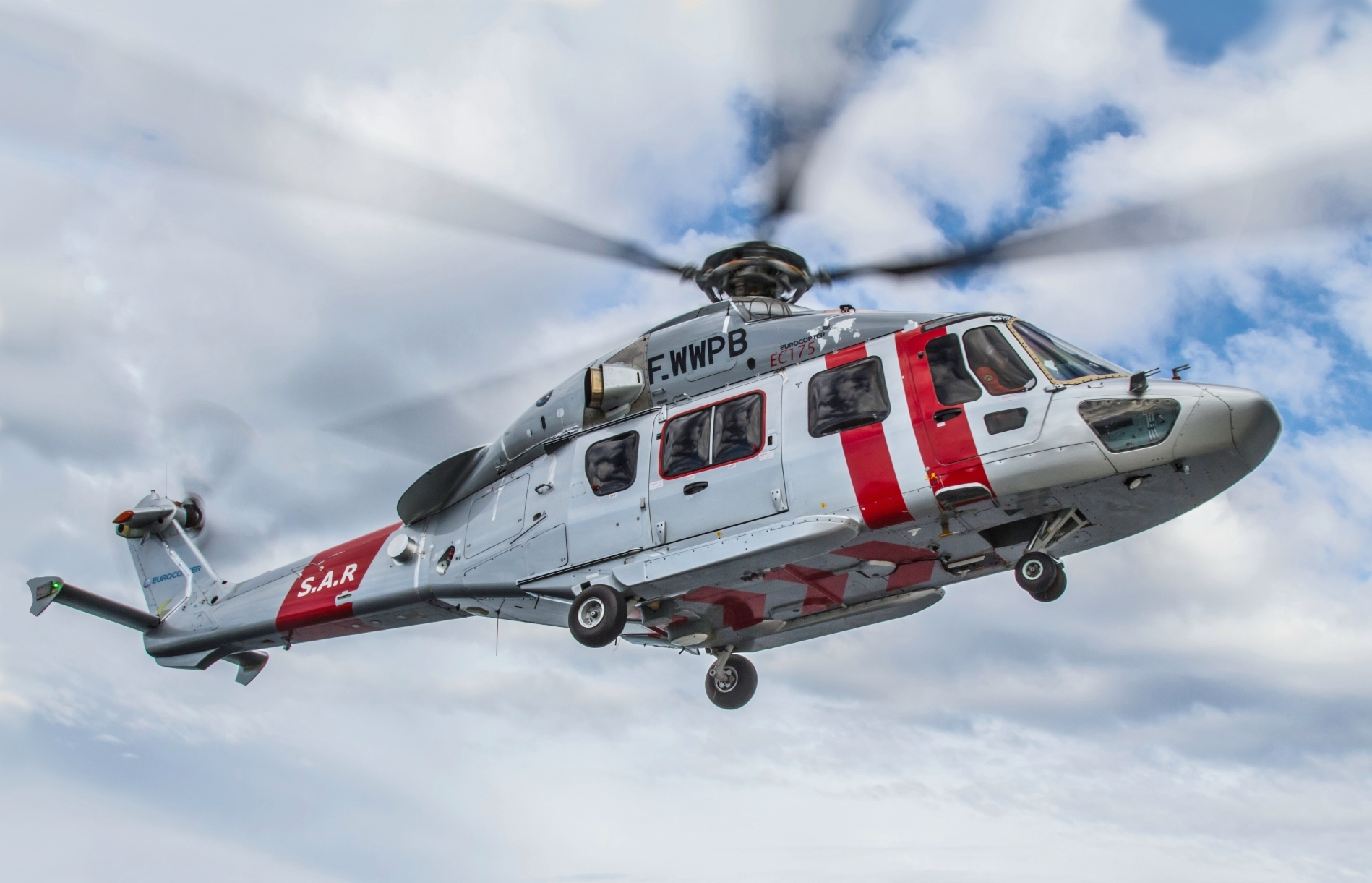
إيرباص إتش 175

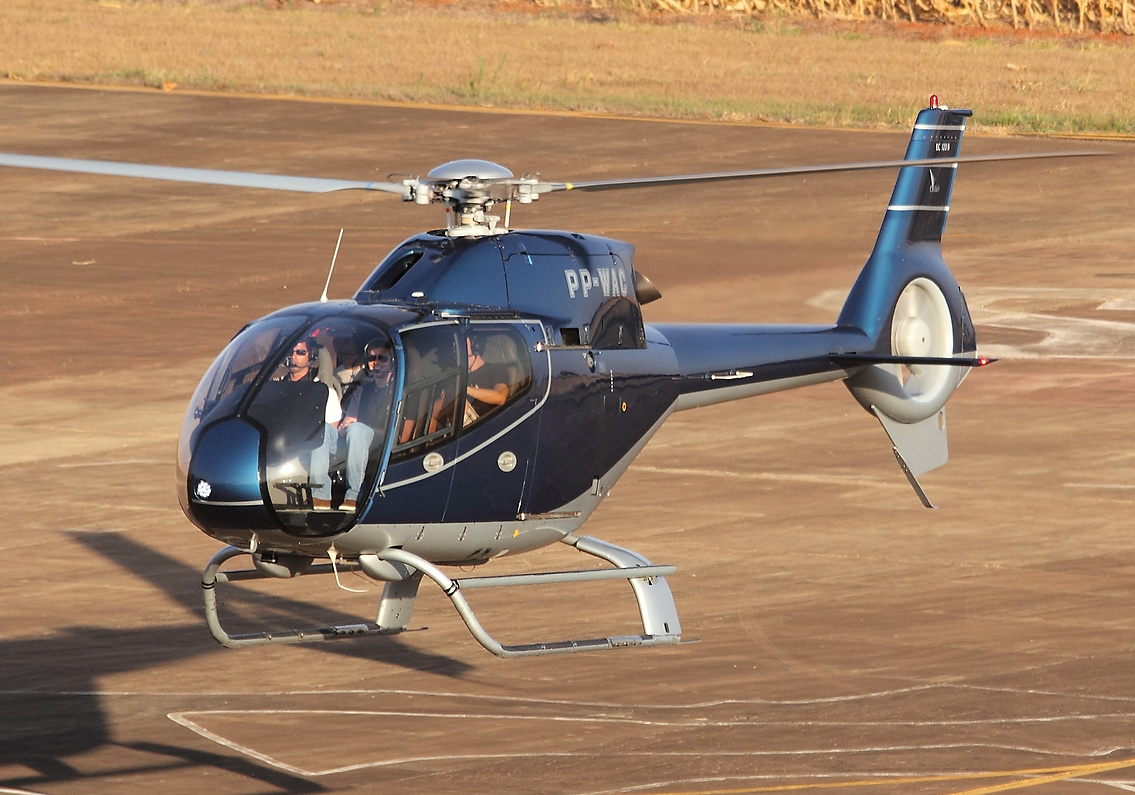
يوروكوبتر إي سي 120 كوليبري

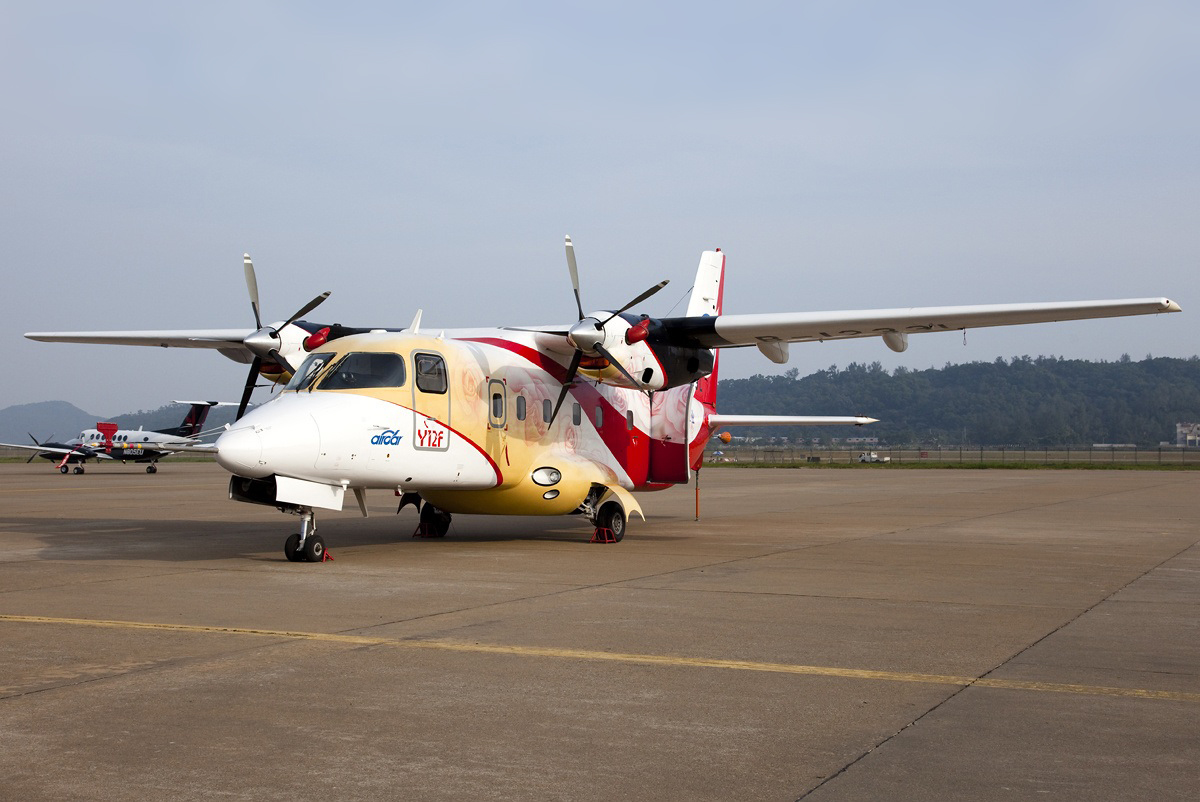
Harbin Y-12F

- Harbin Z-5 - النسخة الصينية من ميل مي-4 هليكوبتر نقل
- Harbin/CHDRI Z-6 - إعادة تصميم العمود التوربيني ل Z-5
- هاربين زد-9 - طائرة هليكوبتر متوسطة الوزن متعددة الأغراض ذات محركين - النسخة الصينية من يوروكوبتر إيه إس 365 دوفين
  - هاربين زد-9 - هليكوبتر هجومية
- هاربين زد-19 - هليكوبتر استطلاع هجومية
- Harbin Z-20 - طائرة هليكوبتر جديدة يستخدمها سلاح جو جيش التحرير الشعبي
- يوروكوبتر إي سي 120 كوليبري - طورت بالتشارك مع يوروكوبتر وشركة سنغافورة للتقنيات الجوية المحدودة.[2]

قاذفات قنابل
- إليوشن إي أل-28 - النسخة الصينية من قاذفة قنابل إليوشن إي أل-28
- Harbin SH-5 - قاذفة قنابل برمائية
- HongDian-5 - مضاد إلكتروني إصدار من إليوشن إي أل-28، يجري استبدالها

## طائرات دورية / المرافق العامة
- Harbin PS-5 - طائرة مائية دورية مضادة للغواصات إصدار من Harbin SH-5
- Harbin Y-11 - طائرة مرافق ذات أجنحة عالية بمحركين مكبسية

طائرات نقل
- Harbin Y-12 - طائرة نقل ومرافق (STOL) وبديل من Harbin Y-11

طائرات خطوط جوية
- إمبراير إي آر جيه 145 - مشروع مشترك مع شركة امبراير البرازيلية[3]
- إمبراير ليجاسي 600

طائرات بدون طيار
- Harbin BZK-005

## وصلات خارجية
- Official Harbin Aircraft Manufacturing Corporation website
- 哈尔滨飞机工业集团有限责任公司 (بالصينية)
- globalsecurity.org